# Ballo sulle rive del Manzanarre
Ballo sulle rive del Manzanarre è un dipinto a olio su tela (272×295 cm) del pittore spagnolo Francisco Goya, realizzato nel 1777 e conservato al museo del Prado di Madrid.

## Descrizione
L'opera, destinata alla sala da pranzo (el comedor) dei principi delle Asturie, riflette la moda del majismo assai diffusa nelle corti europee del tempo, le quali imitavano stravagantemente i costumi del popolo, dopo ovviamente averli debitamente nobilitati. È questo il caso del Ballo sulle rive del Manzanarre, opera dipinta «in modo più accettabile» (come lo stesso Goya rilevò) dove è raffigurata una comitiva di giovani mentre si svaga all'aria aperta, lungo le rive del Manzanarre, fiume che scorre nelle campagne madrilene.
L'accurata descrizione fornita dal pittore include due coppie danzanti in primo piano e il resto della brigata che siede a terra, assistendo al festoso ballo, applaudendo oppure suonando l'accompagnamento musicale, come nel caso - rispettivamente - dell'elegante giovane a sinistra e dei chitarristi, entrambi collocati a sinistra. In primo piano sono infine ammucchiati i cappelli e gli abiti dei vari astanti. Dal punto di vista compositivo la scena si struttura su diversi piani, descritti rispettivamente dal mucchio di abiti in primo piano, dall'altura occupata dall'allegra brigata, dal rilievo digradante verso l'ansa del fiume e infine dalla quinta di alberi sulla riva opposta.
Vi è una fonte figurativa specifica per questo dipinto che va rintracciata nel Rococò francese e, specialmente, nelle Fêtes vénitiennes di Antoine Watteau, dove pure sono raffigurati giovani ragazzi che si svagano in campagna. Per quest'opera, tuttavia, Goya non impiega la tavolozza tipica di Watteau, «polverizzata in una miriade di cristalli zuccherini» (Borghesi), bensì usa cromie brillanti, ariose, acquarellate, in grado di captare raffinatamente la luce (come succede con le coste digradanti lungo il fiume o con le scarpe dorate della fanciulla della sinistra). L'impaginazione del Ballo, infine, è di stampo classicistico, e risente ancora dello stile del cognato Francisco Bayeu.